# التحكم بالوضعية

التحكم بالوضعية

التحكم بالوضعية (بالإنجليزية: Attitude Control)‏، هي التحكم بدوران جسم ما في الفضاء فيما يتعلق بإطار مرجعي بالقصور الذاتي، أو كيان آخر مثل الكرة السماوية وحقول معينة، و الأشياء القريبة.
يتطلب التحكم في موقف السيارة أجهزة إستشعار لقياس إتجاه السيارة، والمشغلات لتطبيق عزم الدوران اللازم لتوجيه السيارة إلى الموقف المطلوب، والخوارزميات لقيادة المشغلات بناءً على (1) قياسات المستشعر للموقف الحالي و(2) مواصفات الموقف المطلوب. يُطلق على المجال المتكامل الذي يدرس مجموعة أجهزة الإستشعار والمحركات والخوارزميات التوجيه والملاحة والتحكم (GNC).